# Josefa Ortiz de Domínguez
Pour les articles homonymes, voir Ortiz et Domínguez.
Josefa Ortiz de Domínguez, née le 8 septembre 1768 à Morelia et morte le 2 mars 1829 à Mexico, est une partisane de l'indépendance, lors de  la Guerre d'indépendance du Mexique. Elle est souvent appelée « la Corregidora ».

## Enfance
Elle est la fille de Juan José Ortiz – capitaine du régiment de Los Morados – et Manuela Girón, née à Valladolid (aujourd'hui Morelia). Son père est mort au combat dans sa petite enfance et sa mère meurt peu après. Maria Sotero Ortiz, la sœur de Josefa, prend soin de son éducation et lui obtient une place au prestigieux Colegio de las Vizcaínas en 1789. Elle épouse Miguel Domínguez, un visiteur fréquent du collège, en 1791.

## Épouse
En 1802, Miguel Domínguez est nommé, par le Vice-roi de Nouvelle-Espagne, au poste de Corregidor (magistrat représentant du Roi dans une ville) de la cité de Querétaro. À cette époque Doña Josefa s'occupe de tâches ménagères et de l'éducation des deux fils du précédent mariage de son époux, cependant, ils auront ensemble encore 12 enfants.

## Raisons de son implication
Doña Josefa est, de par sa naissance, consciente des vexations infligées à la communauté créole par les colons espagnols. Les Créoles sont souvent considérés comme des citoyens de seconde classe – du fait de leur naissance en Nouvelle-Espagne au lieu d'être nés en Espagne métropolitaine – et étaient relégués aux seconds rôles de l'administration de la colonie. Ceci crée un ressentiment chez les Créoles, qui organisent bientôt des sociétés « littéraires » où les œuvres du siècle des Lumières, interdites par l'église catholique, sont étudiées et discutées. Doña Josefa participe elle-même à ces réunions et convainc son mari d'en accueillir chez eux. Ces réunions, fréquentées par des hommes tels que Miguel Hidalgo et Ignacio Allende, prennent bientôt une tournure politique. 
Le renversement de Ferdinand VII lors de la campagne d'Espagne de Napoléon attise le désir d'indépendance des colonies. Les réunions dans la maison de Doña Josefa deviennent le cœur de la conspiration, elle offre même un soutien financier aux conjurés.

## Début de la guerre d'indépendance
Après s'être organisés les rebelles commencent à cacher de armes dans des maisons sûres. Le début de la révolution est prévu le 1er octobre 1810. Cependant le 13 septembre les conspirateurs sont trahis par un espion qui informait la vice-royauté de leurs activités. Le Corregidor Domínguez reçoit mandat de perquisitionner les maisons de la ville afin d'y arrêter les chefs des rebelles. Doña Josefa est enfermée dans sa chambre afin qu'elle ne puisse prévenir les autres conjurés et peut-être aussi afin de lui permettre de détruire les traces de sa propre implication. Cependant, à ce moment, les rebelles forment un large réseau et Doña Josefa parvient à les alerter par l'entremise du maire, Don Ignacio Pérez. L'information permet aux conspirateurs de s'échapper et à Miguel Hidalgo de pousser son fameux Grito de Dolores à l'aube du 16 septembre, cet évènement marque le début de la guerre d'indépendance du Mexique.

## La prison
Son rôle et celui que son mari jouèrent est découvert. Ils sont emprisonnés. Doña Josefa est envoyée d'abord au monastère de Santa Clara, à Querétaro, puis à Mexico pour y être jugée. Elle est déclarée coupable, malgré les efforts de son mari et de son avocat et incarcérée au monastère de Santa Teresa. À cause de son caractère rebelle, elle est bientôt transférée à l'abbaye de Santa Catalina de Sena, qui est considérée comme bien plus sévère. Elle est relâchée en 1817 sous le serment de ne plus apporter son soutien aux insurgés.

## L'indépendance

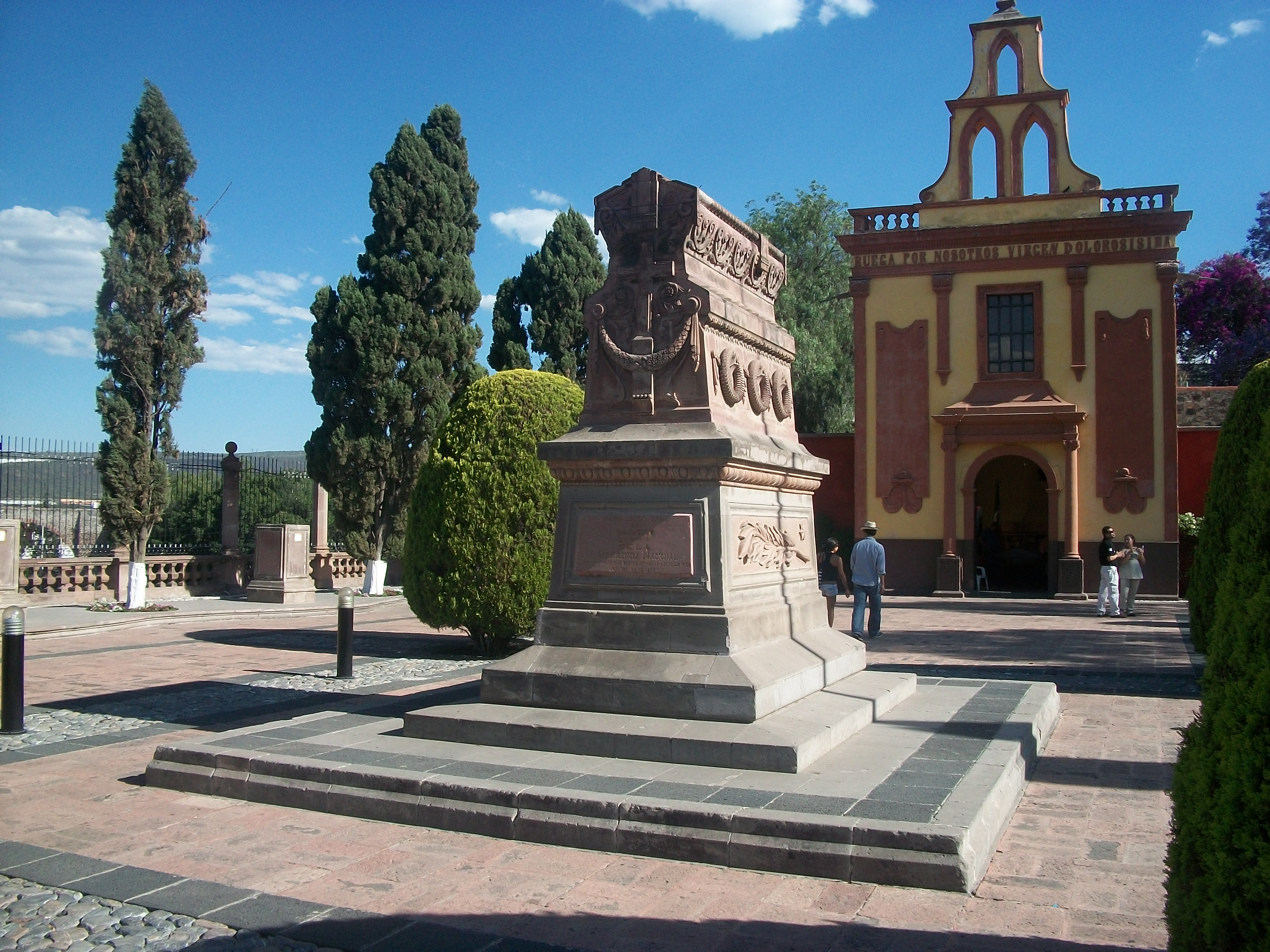
Tombeau de Josefa Ortiz et Miguel Domínguez dans le Panteón de los Queretanos Ilustres, Santiago de Querétaro, Mexique.

Après l'indépendance, l'empereur du Mexique Agustín de Iturbide, en 1822, offre à Doña Josefa le rôle de dame de compagnie de son épouse, Ana Duarte de Iturbide. Mais, La Corregidora estime que l'avènement de l'Empire Mexicain, au lieu d'une république, est contraire aux idéaux pour lesquels elle s'est battue et refuse cet honneur. 
Durant les dernières années de sa vie, elle s'implique dans divers mouvements libéraux dont certains sont de nature assez radicale. Elle refusera toujours toute récompense pour son rôle dans le mouvement d'indépendance, arguant qu'elle n'avait fait que son devoir de patriote.

## Héroïne nationale

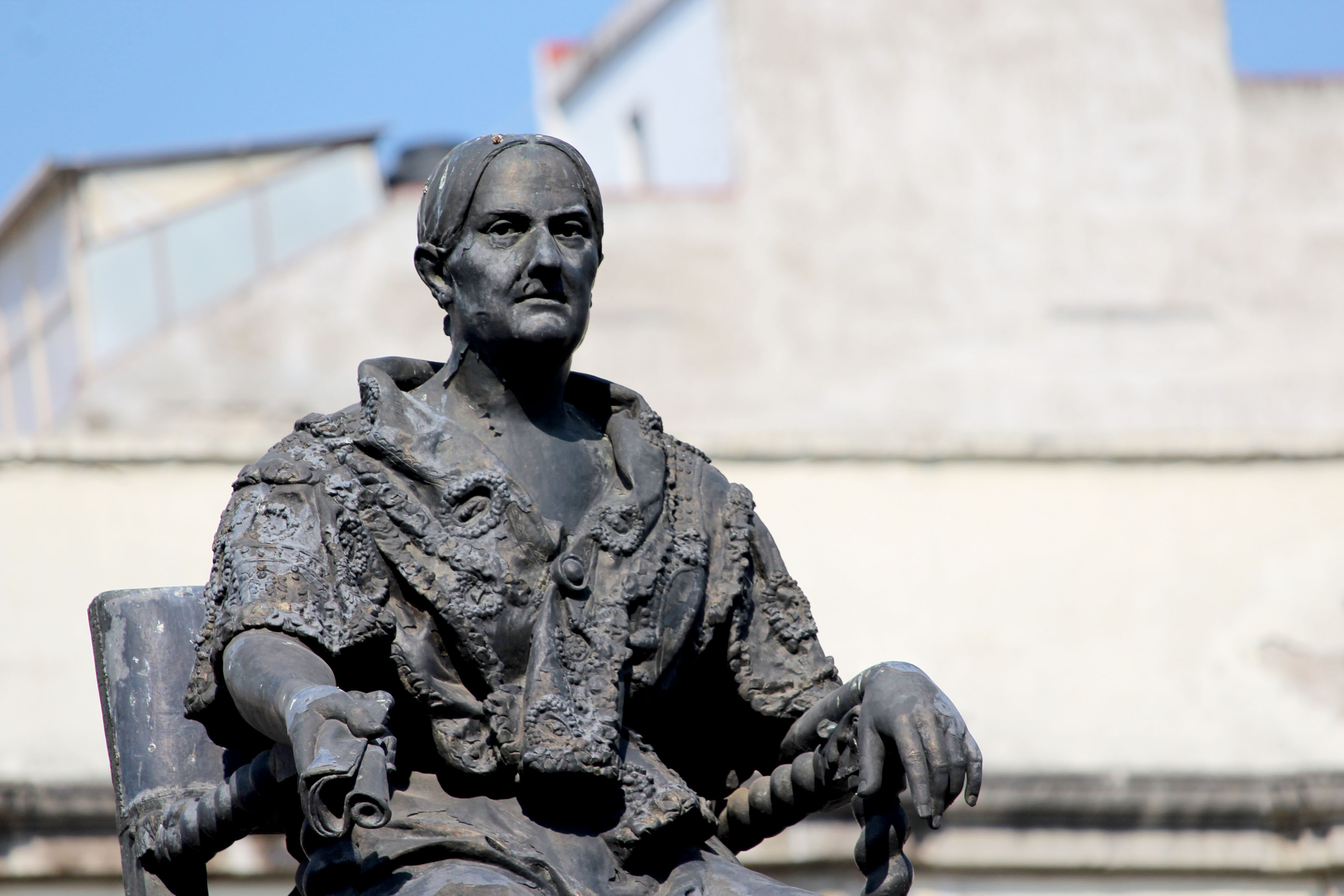
Statue par Enrique Alciati

Doña Josefa meurt le 2 mars 1829 à Mexico. Elle est enterrée à l'abbaye de Santa Catalina de Sena, mais plus tard, ses restes sont déplacés à Querétaro dans l'abbaye de Santa Cruz. Le gouvernement de Querétaro la déclare Benemérita del Estado.
Elle est vénérée au Mexique, son portrait apparaît sur des pièces, des billets de banque et des timbres. Le Stade de La Corregidora à  Querétaro est ainsi nommé en son honneur.